# Chris Wood (actor)
Christopher Charles Wood (Dublín, Ohio, 14 de abril de 1988) es un actor estadounidense. Es conocido por interpretar a Adam Weaver en The Carrie Diaries (serie de televisión), a Malachai "Kai" Parker en The Vampire Diaries, a Jake Riley en Containment y a Mon-El en Supergirl.

## Biografía
Wood estudió en la Dublin Coffman High, donde participó en numerosas obras de teatro. En 2010 se graduó del programa de teatro musical de la Universidad Elon, donde participó en diversas obras entre las que se encuentran Sweeney Todd donde dio vida al personaje principal; Kiss Me, Kate como Fred/Petruchio, entre otras. Desde que se graduó de Elon, Chris interpretó a Melchoir en la gira de Spring Awakening y a Joe Hardy en Damn Yankees.

## Carrera
Wood comenzó su carrera en la serie para televisión Browsers a principios de 2013. En septiembre de 2013, fue anunciado que Wood se uniría a la segunda temporada de la serie de The CW The Carrie Diaries. Otros créditos incluyen papeles como estrella invitada en la dramedia de HBO Girls y el drama policíaco Major Crimes de TNT.
En julio de 2014, Wood fue elegido para interpretar de forma recurrente a Kai en la sexta temporada de The Vampire Diaries.
El 24 de febrero de 2015, fue elegido para interpretar a Jake, un policía y que se encuentra a sí mismo dispuesto a proteger a aquellos que más lo necesitan, incluso cuando su primer instinto es salvarse a sí mismo en la miniserie de The CW Containment.
En abril de 2016 se dio a conocer que obtuvo un papel recurrente en el drama histórico Mercy Street interpretando al capitán Lance Van Der Berg. El 20 de julio de 2016 se dio a conocer que Wood fue contratado como parte del elenco principal de Supergirl a partir de la segunda temporada. El 18 de junio de 2018, se anunció que Chris Wood perdería su estatus como miembro del elenco principal a partir de la cuarta temporada de la serie Supergirl.

## Vida personal

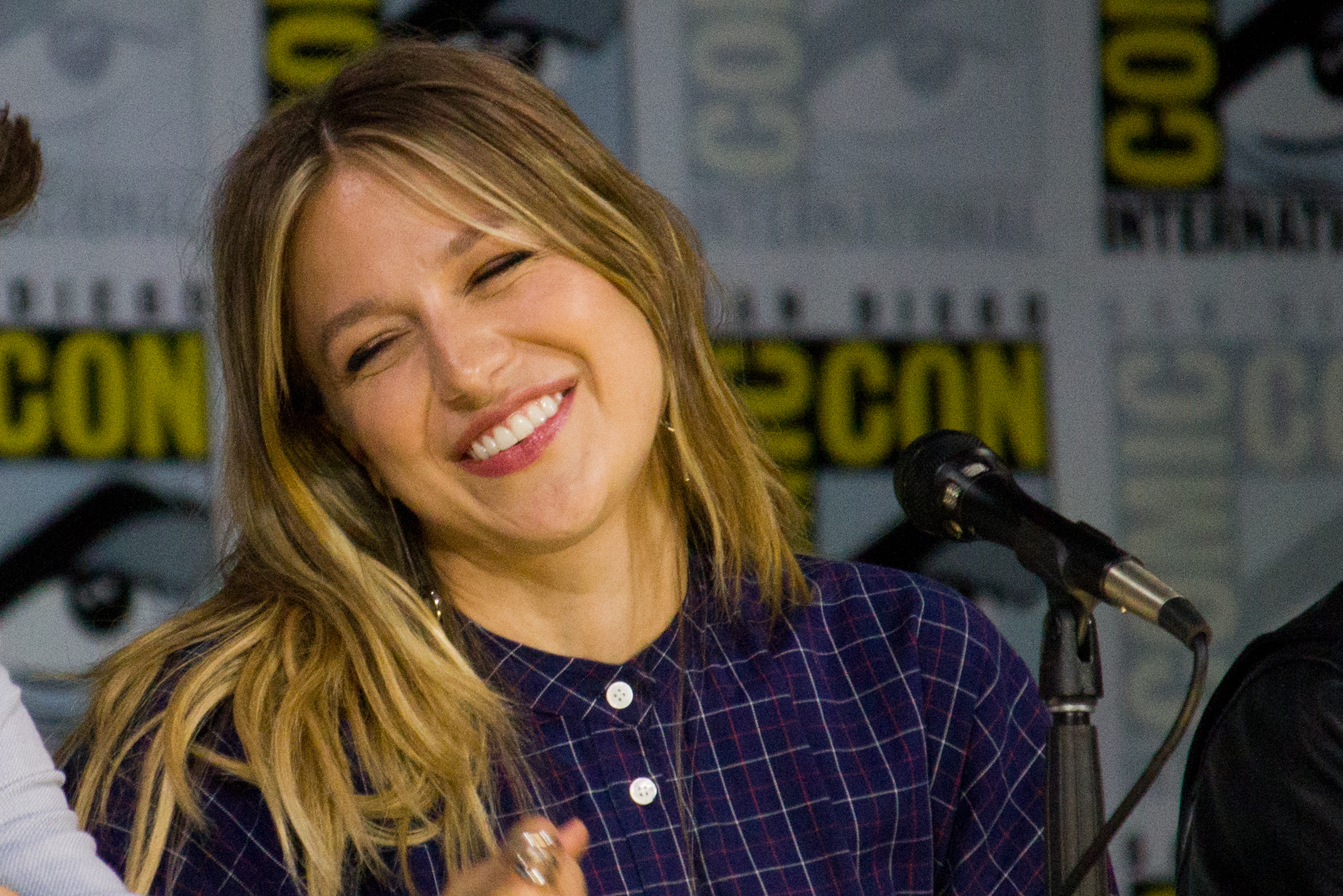
Melissa Benoist

A principios de 2017 empezó una relación con la actriz Melissa Benoist. El 10 de febrero de 2019 anunciaron su compromiso. El 1 de septiembre de 2019 la pareja se casó en una ceremonia íntima en Ojai. El 4 de marzo de 2020, anunciaron que estaban esperando su primer hijo. En septiembre de 2020 la pareja anunció que su hijo Huxley Robert Wood había nacido unas semanas antes.

## Filmografía

### Televisión
| Año       | Título                        | Rol                    | Notas                                                    |
| --------- | ----------------------------- | ---------------------- | -------------------------------------------------------- |
| 2013      | Browsers                      | Justin                 | Serie para televisión                                    |
| 2013      | Major Crimes                  | Brandon North          | 2x11 "Poster Boy"                                        |
| 2013-2014 | The Carrie Diaries            | Adam Weaver            | Elenco recurrente                                        |
| 2014      | Girls                         | Paul                   | 3x07 "Beach House"                                       |
| 2014-2017 | The Vampire Diaries           | Malachai "Kai" Parker  | Elenco recurrente/Antagonista principal                  |
| 2016      | Containment                   | Jake Riley             | Elenco principal, miniserie                              |
| 2016      | Mercy Street                  | Lance Van Der Berg     | Elenco recurrente                                        |
| 2016-2020 | Supergirl                     | Mon-El/Mike Matthews   | Elenco principal (temporadas 2-3) Invitado (temporada 5) |
| 2017      | The Flash                     | Mon-El/Mike Mathews    | 3x17 "Duet"                                              |
| 2020      | Legacies                      | Malachai "Kai" Parker  | Invitado 2 Episodios Temporada 2                         |
| 2021      | Amos del Universo: Revelación | He-Man / Príncipe Adam | Rol de voz principal                                     |